# Ключевское городище
Ключевско́е городи́ще (Ключевка) — остатки древнерусского города Ливны, расположенные вблизи сегодняшнего города Ливны Орловской области. Городище и шесть селищ вокруг него (III—первая половина II тысячелетия до н. э. и XII—XIII вв.) были открыты летом 1989 года археологической экспедицией под руководством Светланы Дмитриевны Краснощёковой — старшего научного сотрудника Орловского областного краеведческого музея.

## Описание
Летописный город Ливны локализован на месте городища, которое находится севернее сегодняшнего города Ливен на правом берегу реки Ливенки. Это подтверждают и раскопки, проведённые в 1999 году на мысу при впадении реки Ливенки в Сосну (место сегодняшнего города), которые не выявили культурного слоя XI—XIII вв. Ключевское городище расположено на мысу высотой 27 м над уровнем реки, между двумя глубокими, широкими и длинными оврагами. Площадка городища небольшая, имеет округлую форму диаметром около 30 м с напольной стороны была обнесена деревоземляным валом высотой до 2 м, состоящим из двух рядов срубов, и рвом глубиной около 1,5 м. Наружный сруб был засыпан землёй с камнями. Во внутренних, с внутренней стороны, прорублены двери. Эти срубы служили осадными клетями для собиравшегося в случае опасности населения. Их плоские крыши использовались для размещения защитников. Непосредственно на валу стояла крепостная стена из толстых брёвен. Наружный слой вала был обмазан глиной. Этот слой поливался водой во время осады, что делало его труднопреодолимым. Сторона реки и оврагов защищалась частоколом. Из-за небольших размеров за́мка хоромы и жилые постройки были встроены в крепостную стену. На селище была вскрыта часть сыродутного горна — глинобитной овальной печи. Вокруг горна найдены куски железного шлака, предметы быта: ножи, гвозди, пробои, скобы, цепи, кресала, обручи, подковы и прочее; сельскохозяйственный и промысловый инвентарь: лемехи, коса-горбуша, рыболовные крючки и грузила, наконечники стрел и копий. Найдены также многочисленные хорошо обожжённые фрагменты гончарной керамики: горшки, различные сосуды, сковороды, пряслица. Найдены украшения из бронзы и серебра, височные кольца, стеклянные бусы и разноцветные браслеты. Находки позволили датировать городище XII—XIII веками, а нижние культурные слои — концом III — первой половиной II тысячелетия до н. э. Жизнь на городище и селищах угасла, предположительно, в XIII веке.